# Vittorio Fainelli
Vittorio Fainelli (Pescantina, 13 agosto 1888 – Verona, 10 novembre 1968) è stato uno storico e bibliotecario italiano.
Fu direttore della Biblioteca Civica di Verona.

## Formazione
Dopo l'infanzia, trascorsa a Pescantina (VR), la sua famiglia si trasferì a Verona; qui compì gli studi liceali classici. Nel 1913 conseguì la laurea in Lettere e Filosofia presso l'Università degli Studi di Padova; successivamente, seguì il corso di perfezionamento in Paleografia nella medesima Università. 

## Attività professionale
Ancora prima della laurea, dal 1907 al 1913 lavorò come coadiutore della Biblioteca Comunale (solo in seguito chiamata Biblioteca Civica di Verona) e Antichi Archivi veronesi e come assistente al Museo Civico. 
Vinto il concorso per la docenza nelle scuole medie statali, nel 1914 iniziò ad insegnare dapprima a Stradella (PV), in seguito a Padova e infine a Roma, fino al 1921; tale attività si interruppe per un periodo, a causa della chiamata alle armi per l'entrata dell'Italia nella Grande Guerra.
Nel 1921 vinse il concorso nazionale come direttore della Biblioteca Comunale e come conservatore degli  Antichi Archivi, incarichi che mantenne fino al pensionamento, nel 1958.
Il 4 gennaio 1945, parte del centro storico di Verona fu bombardata. Vennero colpiti anche i locali della Biblioteca Comunale: Fainelli, che quel giorno si trovava in sede, scampò al bombardamento e nei mesi immediatamente successivi contribuì a mettere in salvo i libri superstiti e lavorò per tenere sempre aperti al pubblico i locali della Biblioteca rimasti intatti; dopo la fine della guerra, ne diresse la ricostruzione e il rinnovo. Nel 1958 costituì a Verona la prima Biblioteca Popolare Comunale.  

## Studi storici
I suoi studi più importanti riguardano la storia medievale di Verona. Ad essa dedicò alcune significative ricerche d'archivio, per preparare l'edizione del suo Codice Diplomatico Veronese (due volumi, 1940-1963). Un terzo volume, in progetto, non venne mai pubblicato, ma rimangono gli appunti degli studi preparatori. A questo significativo lavoro si può aggiungere quello dedicato alla storia ospedaliera di Verona: nel 1962 pubblicò il volume Storia degli ospedali di Verona dai tempi di S. Zeno ai giorni nostri. Molto ricca inoltre è la lista dei suoi articoli e contributi per riviste e giornali.

## Partecipazione ad Accademie e Istituti; dediche
Fu socio dell'Associazione italiana biblioteche fin dalla sua fondazione, nel 1930; nel secondo Dopoguerra promosse la costituzione della Sezione AIB del Veneto Occidentale - Trentino e Alto Adige, di cui fu Presidente dal 1949 al 1958. Sempre dell'AIB, fu anche membro del Consiglio direttivo e vicepresidente nazionale dal 1951 al 1954. Membro dell'Accademia di Agricoltura Scienze e Lettere di Verona dal 1923, socio dell'Istituto Veneto di Scienze Lettere e Arti dal 1952, socio effettivo della Deputazione di Storia Patria per le Venezie dal 1920, socio dell'Accademia degli Agiati di Rovereto, partecipò a queste istituzioni con i propri studi e con l'assunzione di cariche nelle varie attività accademiche. Per i suoi studi approfonditi e per la sua produzione scientifica ricevette molti riconoscimenti e onorificenze.
Al suo nome è stata intitolata una via di Verona, nel quartiere di Borgo Santa Croce. Nel 1976, infine, gli è stata dedicata la scuola secondaria di primo grado del Chievo, che fa parte dell'IC 6 Chievo - Bassona - Borgo Nuovo (https://www.ic6verona.edu.it/sitoweb/index.php?idpag=1 Archiviato il 14 agosto 2020 in Internet Archive.).

## Vita privata
Si sposò ed ebbe cinque figli: Renzo, Donatello, Renato, Gino e Vittorino. Gli ultimi due morirono prematuramente. Fu legato da amicizia ad alcuni importanti personaggi veronesi suoi contemporanei: Angelo Dall'Oca Bianca (pittore e benefattore della città), don Giovanni Calabria (proclamato santo nel 1999), Giuseppe Biadego, suo predecessore nella direzione della Biblioteca Civica.